# CHRIS
CHRIS (Compact High Resolution Imaging Spectrometer) est le principal instrument de la mission PROBA. Capteur passif, il est la charge utile de PROBA-1, le premier d'une série de micro-satellites de l'Agence spatiale européenne. Pour donner des informations sur l’environnement ce capteur hyperspectrale acquiert des données dans résolution atteint 18 mètres en associant jusqu’à 19 bandes spectrales sur un total de 62.
Ses applications sont : Agriculture (forêts, le rendement des cultures), Catastrophes naturelles (inondations), Côtes et des océans (géomorphologie côtière), Eau (gestion de l'eau), Terrain (végétation, zones humides).
Il a une capacité multi-angulaire, l'acquisition de jusqu'à cinq images consécutives de cinq angles différents dans le même passage orbitale ; la résolution temporelle associée à la plate-forme est de 7 jours.
Des applications spécifiques sont :
- Mesures et études sur les aérosols
- Suivi de la valeur de la chlorophylle
- Analyse et classification de l'utilisation de l'expansion des zones urbaines
- Classification de l'utilisation des terres
- Surveillance de la consommation du paysage
- Analyse de la population urbaine
- Analyse de la dégradation urbaine
- Les prévisions météorologiques de soutien, surveillance de la couverture nuageuse
- Mesure de la température de surface de la Terre (Land Surface Temperature)
- Mesure de la température de surface des océans (Sea Surface Temperature)
- Cartographie des zones côtières